# Henry Bryant Bigelow
Pour les articles homonymes, voir Bigelow.
Henry Bryant Bigelow est un océanographe et un ichtyologiste américain, né le 3 octobre 1879 à Boston et mort le 11 décembre 1967 à Concord (Massachusetts).

## Biographie
Originaire d’une famille aisée, il peut se consacrer très tôt à son intérêt pour la nature et pour le sport. Il est diplômé à la Milton Academy à seize ans. Il passe une année auprès d’Alpheus Hyatt (1838-1902), conservateur du muséum d’histoire naturelle de Boston. Il entre alors à l’université Harvard. Il participe en 1900, à l’expédition Brown-Harvard conduite par Reginald Aldworth Daly (1871-1957) à Terre-Neuve-et-Labrador. L’année suivante, il convainc Alexander Emanuel Agassiz (1835-1910) de l’accepter dans une expédition pour les îles Maldives. Diplômé à Harvard en 1901, il continue ses recherches en zoologie auprès de George Howard Parker (1864-1955) et d’Edward Laurens Mark (1847-1946). Après avoir obtenu son Master of Arts en 1904, il accompagne Agassiz dans une expédition dans l’est du Pacifique. Il reçoit son doctorat en 1906.
Ses nombreux voyages permettent à Bigelow de fréquenter la plupart des centres de recherche en biologie marine. Il commence à étudier les oiseaux et les méduses. Bigelow, sur les conseils de Sir John Murray (1841-1914), étudie le golfe du Maine. Cette longue étude, qu’il conduit avec le soutien du Museum of Comparative Zoology et du département des pêches des États-Unis, va le faire connaître comme océanographe.
Après la guerre, Bigelow obtient un poste de consultant auprès des garde-côtes et plus de ses fonctions au muséum de zoologie comparative. En 1927, Bigelow devient secrétaire puis directeur du comité de l’océanographie au sein du National Academy of Sciences. Ses travaux Bigelow conduisent à la création de l'Institut océanographique de Woods Hole et il persuade la fondation Rockefeller de financer des programmes de recherche en biologie marine et en océanographie conduits dans plusieurs institutions (celles de Woods Hole, l’université de Washington et la station biologique des Bermudes).
Bigelow accepte la poste de directeur de Woods Hole Oceanographic Institution, fonction qu’il conserve dix ans en parallèle avec une chaire à Harvard. Bigelow y attire de brillants jeunes scientifiques qu’il forme à l’océanographie, parmi lesquels Columbus O'Donnell Iselin (1904-1971) et Mary Sears (1905-1997).
Il dirige, avec William C. Schroeder (1894-1977), de Fishes of the Western North Atlantic. Bigelow prend sa retraite d’Harvard en 1946 mais continue de collaborer au muséum de zoologie comparative jusqu’à sa mort.
Bigelow reçoit divers honneurs comme la médaille Agassiz de la National Academy of Sciences, la médaille Bowie de l’American Geophysical Union, la médaille Johannes Schmidt de la fondation Carlsburg et la médaille de l’Institut océanographique. Il est le premier lauréat de la médaille Henry Bryant Bigelow Medal décerné par la Woods Hole Oceanographic Institution.

## Source
- (en) AGU